# Anthocharis cethura
Anthocharis cethura là một loài bướm ngày thuộc phân họ Pierinae. Nó là loài đặc hữu của miền tây bắc Hoa Kỳ và miền bắc Mexico, chúng sống ở vùng đồi và núi. Sâu của nó ăn chủ yếu là thực vật thuộc họ mù tạt.

## Phân loài
- A. c. cethura, C. Felder & R. Felder, 1865
- A. c. catalina, (Meadows, 1937): đảo Santa Catalina

## Hình ảnh

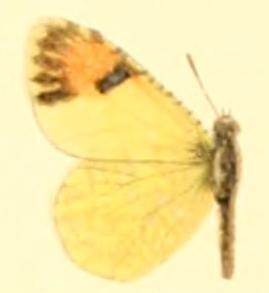